# Perdido (fleuve)
Pour les articles homonymes, voir Perdido.
Le fleuve Perdido (anglais : Perdido River) est un fleuve arrosant les États d'Alabama et de Floride aux États-Unis, son cours est long d'environ 105 km. Le fleuve forme une partie de la frontière entre les deux États avant de se jeter dans le golfe du Mexique par la passe de Perdido. Au début du XIXe siècle il joua un rôle central dans une série de querelles frontalières entre la France, l'Espagne, le Royaume-Uni et les États-Unis. 

## Géographie
Il prend sa source dans le Sud-Est de l'Alabama dans le comté d'Escambia à environ 11 km au nord-ouest d'Atmore. Il coule vers le sud sur 8 km jusqu'au 31e parallèle, au sud duquel il forme la frontière entre l'Alabama et la Floride. Il coule en général est-sud-est pour atteindre le Nord de la baie de Perdido sur le golfe du Mexique à environ 15 km à l'ouest de Pensacola. 
Perdido signifie en espagnol « perdu ».
Au XVIIIe siècle, le fleuve Perdido délimitait la frontière entre la Floride espagnole et la Louisiane française.

## Source
- (en) Cet article est partiellement ou en totalité issu de l’article de Wikipédia en anglais intitulé « Perdido River » (voir la liste des auteurs).